# 小行星3123
小行星3123（3123 Dunham）是一颗绕太阳运转的小行星，为主小行星带小行星。该小行星于1981年8月30日发现。
該小行星以美國天文學家大衛·W·鄧納姆（David W. Dunham）命名。

## 轨道参数
小行星3123的轨道半长轴为2.4616806 UA，离心率为0.135。